# Kaplica Lipskich na Wawelu
Kaplica pod wezwaniem św. Macieja Apostoła i św. Mateusza Ewangelisty, zwana Lipskich – rzymskokatolicka świątynia o charakterze zabytkowym, należąca do parafii archikatedralnej św. Stanisława i św. Wacława w Krakowie. Jest jedną z kaplic publicznych bazyliki archikatedralnej św. Stanisława BM i św. Wacława w Krakowie na Wawelu. Znajduje się przy północnym ramieniu ambitu, pomiędzy kaplicą Maciejowskiego (od zachodu), a kaplicą Skotnickich (od wschodu). Stanowi mauzoleum biskupa krakowskiego Andrzeja Lipskiego i kardynała Jana Aleksandra Lipskiego.

## Historia
Obiekt wznosi się na kaplicy gotyckiej, wybudowanej w pierwszej połowie XIV wieku. Pierwsza kaplica posiadała ołtarz z malowaną sceną męczeństwa św. Stanisława ze Szczepanowa, a zamykała ją żelazna krata. W 1620 r. biskup Marcin Szyszkowski wybrał budowlę na swoje mauzoleum. Trzy lata później zamierzał połączyć ową kaplicę z sąsiednią – Skotnickich, czego nie zrealizował. Na kaplicę grobową przebudował obiekt biskup Andrzej Lipski, który po otrzymaniu nominacji na biskupa krakowskiego kodycylem z 11 sierpnia 1630 r., zmienił zdanie co do swojego pochówku w bazylice katedralnej we Włocławku (o czym pisał w testamencie z 20 marca tego roku), zamierzając spocząć w katedrze na Wawelu. Mieli tego dopilnować egzekutorzy jego testamentu. Na wyburzonej gotyckiej świątyni postawiono nową – wczesnobarokową. Prace zakończono w 1633 r. Wówczas bryła kaplicy wznosiła się na kwadratowym planie, nakryta kopułą z malowidłami, przedstawiającymi Chwałę Bożą. Na ścianie zachodniej usytuowano nagrobek biskupa, a na wschodniej marmurowy ołtarz. Znajdujący się w retabulum, malowany na blasze obraz, ukazujący Jezusa Ukrzyżowanego i stojących obok Matkę Bożą, św. Jana Ewangelistę i św. Marię Magdalenę, flankowały dwie kolumny. Obiekt zamykała krata. Tego samego roku erygowano kapelanię, ufundowaną przez biskupa. Kolejne prace nad kaplicą przypadają na lata 1743 – 1746, kiedy to na zlecenie kardynała Jana Aleksandra Lipskiego dokonano przebudowy kaplicy w stylu późnego baroku, według projektu Franciszka Placidiego. Kardynał kazał zachować XVII-wieczny nagrobek biskupa Andrzeja. Wykonano jednak nowy ołtarz, nagrobek kardynała, dekorację ścian oraz portal i kratę do niego. Poszerzono również obiekt w kierunku zachodnim, a w kopule wykonano nowe freski. Obraz do ołtarza namalował Szymon Czechowicz.

## Architektura
Powstałą na planie kwadratu kaplicę nakrywa kopuła z latarnią. Od zachodu natomiast znajduje się dobudowany aneks. Do wnętrza obiektu wiedzie portal, wykonany z marmuru dębnickiego. Półkoliście zamknięty, oprofilowany otwór wejściowy portalu ujmują dwa kanelowane pilastry korynckie, ustawione na cokołach. Złocone kapitele wspierają przerywany segmentowy przyczółek. Pośrodku, nad arkadą wejściową umiejscowiona jest profilowana nasada. Do niej przymocowano herb Grabie, malowany na blasze. W odrzwiach spoczywa żelazna krata z przedstawionymi orłami, podtrzymującymi herb Grabie. Ściany dolnej kondygnacji pokryte są marmurem dębnickim i marmoryzowaniem. W narożach usytuowano załamane pilastry. Przy ścianie zachodniej znajduje się nagrobek biskupa Andrzeja Lipskiego, składający się z profilowanego cokołu z dwoma pilastrami hermowymi, zakończonymi główkami kobiecymi. Ujmujące płytką niszę półkolumny kompozytowe podtrzymują przełamany u dołu trójkątny przyczółek. Z niszy wysuwa się sarkofag z leżącą nań rzeźbą biskupa w pozie sansowinowskiej. Nad nią widnieje rzeźbiony medalion z Matką Bożą z Dzieciątkiem, unoszącą się w obłokach z główkami aniołów. Po bokach nagrobka, w niszy znajdują się posągi św. Andrzeja Apostoła i św. Jana Chrzciciela, ustawione na postumentach. Całość wieńczy rzeźba Jezusa Zmartwychwstałego z aniołkami. Ścianę zachodnią zapełnia nagrobek kardynała Jana Lipskiego, wykonany z marmuru dębnickiego, inkrustowanego różowym marmurem paczółtowickim. Herb, medalion, zasłona oraz figury powstały z alabastru. Pomnik tworzy nisza, ujęta w półpilastry toskańskie, na których wspiera się arkada. W niszy, na wysokim cokole, ujętym w pilastry, zakończone wolutami widnieje kartusz z inskrypcją, zwieńczony rzeźbą, przedstawiającą czaszkę. Wyżej umieszczony jest kartusz z herbem Grabie. Obok usytuowane są anioły. Powyżej znajduje się płaskorzeźba, ukazująca sarkofag. Na nim wznosi się zwieńczenie z medalionem, przedstawiającym zmarłego kardynała. Ponadto na sarkofagu spoczywają kolejne dwa anioły. Po bokach opisanej kompozycji, na konsolach umieszczono rzeźby, wyobrażające Roztropność i Męstwo. Nad całością znajduje się zasłona, którą otwierają dwa anioły. Wolna powierzchnia jest marmoryzowana. Pendentywy zajmują herby Grabie, Topór, Lewart i Godziemba. Kopułę pokrywa polichromia z XVIII wieku, przedstawiająca alegorię Wiary i Czterech cnót kardynalnych. Do aneksu wiedzie arkada, wsparta na czterech półkolumnach korynckich. Półkolumny wykonano z marmuru dębnickiego, którym również pokryto wnętrze aneksu. W ścianach zachodniej i wschodniej znajdują się półkoliście zamknięte oprofilowane okna, a nad nimi mniejsze – kwadratowe. Przy ścianie północnej usytuowany jest ołtarz. Na ujmujących mensę cokołach, inkrustowanych różowym marmurem paczółtowickim, usytuowane są kolumny korynckie. Pomiędzy nimi umiejscowiono obraz Święty Mateusz. Przełamane belkowanie podtrzymuje przerywany segmentowy przyczółek oraz znajdującą się w środku, profilowaną nasadę. Całość wieńczy metolowa płaskorzeźba, przedstawiająca gołębicę wśród rozpromienionych obłoków.